# Первая Клетнянская партизанская бригада
1-я Клетнянская партизанская бригада (командир Ф. С. Данченков, комиссар И. К. Гайдуков) — партизанский отряд, действующий на территории Брянской области РСФСР с осени 1941 по октябрь 1943 года.

## История
В сентябре 1941 года Фёдор Данченков попал в окружение. Дойдя до оккупированной немцами Дубровки, где жил его двоюродный брат Михаил Буравилин, постепенно начал формировать партизанский отряд для борьбы в глубоком подполье при этом он направлял своих людей на работы в создаваемых фашистами органов местной власти (старосты в деревнях, районная управа, полиция).
К весне 1942 года Данченков, вывел свой отряд в Бочаровский лес, на базу, где уже был создан партизанский отряд командиром Николаем Устиновичем Бородынкиным. К апрелю произошло первое объединение нескольких небольших отрядов в крупный, взявший себе имя, легендарного героя Гражданской войны Чапаева. Командиром этого отряда, стал капитан Ф. С. Данченков.
В октябре 1942 года приказом Главкома партизанского движения К. Е. Ворошилова были созданы партизанские бригады Клетнянского леса. Капитана Ф. С. Данченкова назначили командиром Первой Клетнянской партизанской бригады, политрук И. К. Гайдуков стал комиссаром. К осени 1943 года бригада объединяла уже более 3-х тысяч партизан.

## Результаты деятельности
Согласно архивным документам, за весь период боевых действий Первой Клетнянской партизанской бригадой было взорвано и уничтожено:
- 125 эшелонов (в том числе 1665 вагонов),
- 86 паровозов,
- 582 автомашины,
- 85 мотоциклов,
- 22 самолёта,
- три орудия,
- пять танкеток,
- один танк,
- одна бронемашина,
- четыре тягача,
- 233 велосипеда,
- два станционных сооружения,
- один авторемонтный завод,
- одна деревообделочная фабрика,
- 44 различных склада,
- 31 мост на шоссейных и железных дорогах,
- 38 километров 790 метров железнодорожных рельсов,
- 33 километра 800 метров телефонно-телеграфной связи,
- 27 вражеских гарнизонов.
- 33 532 вражеских солдата и офицера.